# Kirkland Lake
Kirkland Lake est une ville située dans le district de Timiskaming au nord-est de l'Ontario, au Canada.
La population en 2016, selon Statistiques Canada, était de 7 981 personnes.
La population francophone en 2001 était de 18,3 %, avec 1 580 personnes.

## Géographie
Kirkland Lake est localisée à 47.42 N et 79.51 W à une altitude de 243 mètres.

## Démographie
| 2001  | 2006  | 2011  | 2016  |
| ----- | ----- | ----- | ----- |
| 8 616 | 8 248 | 8 493 | 7 981 |

## Personnalités de Kirkland Lake
- Barbra Amesbury - auteure-compositrice-interprète
- Ralph Backstrom - joueur de hockey
- Mario Bernardi - pianiste
- Toller Cranston - Patinage artistique, peintre
- Dick Duff - joueur de hockey
- Bill Durnan - gardien de but (hockey)
- Murray Hall - joueur de hockey
- Wayne Horne - joueur de hockey
- Daryl Kramp - homme politique
- Ted Lindsay - joueur de hockey
- Michael Mahonen - acteur
- Diane Marleau - femme politique
- Bob Murdoch - joueur de hockey, entraineur
- Claude Noel - joueur de hockey
- Sir Harry Oakes - millionnaire dans le secteur minier
- Barclay Plager - joueur de hockey, entraineur
- Bob Plager - joueur de hockey
- Daren Puppa - joueur de hockey
- Mickey Redmond - joueur de hockey
- Alan Thicke - acteur
- Mary Bailey - ancien chanteur de country, manager
- Michael Hogan - acteur
- Sylvain Siebert - joueur de poker professionnel

## Liens externes

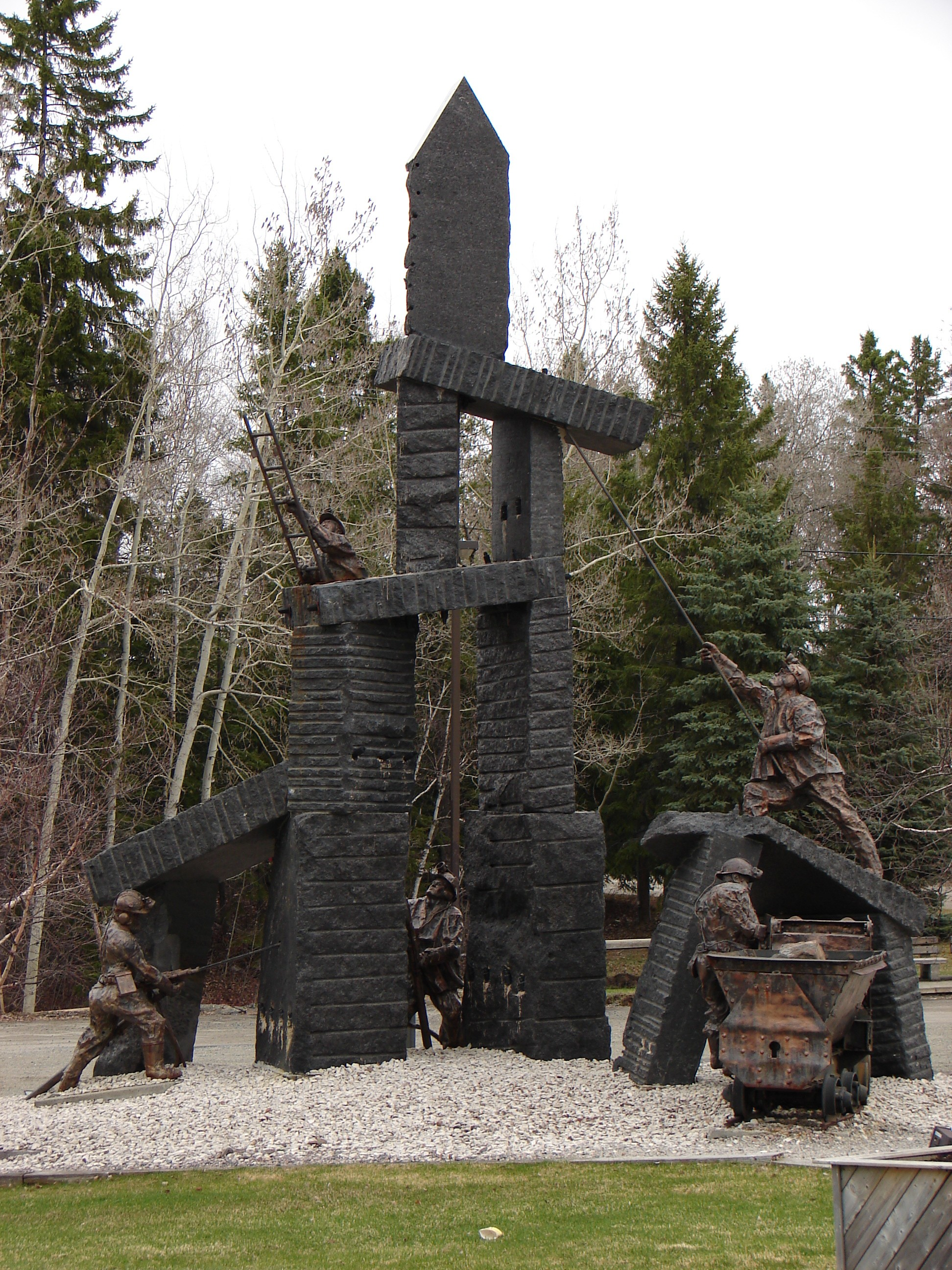
Le Monument aux mineurs à Kirkland Lake.